# Echiteae
Echiteae, tribus zimzelenovki, dio potporodice Apocynoideae. Postoji šest podtribusa.
Tribus je opisan 1830.

## Rodovi
- Pentalinoninae Pichon ex M.E. Endress
  - Angadenia Miers (2 spp.)
  - Pentalinon Voigt (2 spp.)
  - Salpinctes Woodson (2 spp.)
- Echitinae Kitt.
  - Thoreauea J.K.Williams (3 spp.)
  - Thenardia Kunth (3 spp.)
  - Asketanthera Woodson (5 spp.)
  - Echites P. Browne (15 spp.)
  - Bahiella J. F. Morales (2 spp.)
- Prestoniinae Pichon ex M. E. Endress
  - Prestonia R. Br. (67 spp.)
- Parsonsiinae Benth. & Hook. f.
  - Artia Guillaumin (4 spp.)
  - Ecua D. J. Middleton (1 sp.)
  - Parsonsia R. Br. (86 spp.)
- Laubertiinae J. F. Morales, M. E. Endress & Liede
  - Hylaea J. F. Morales (2 spp.)
  - Laubertia A. DC. (4 spp.)
- Peltastinae Pichon ex M. E. Endress
  - Rhodocalyx Müll. Arg. (1 sp.)
  - Temnadenia Miers (3 spp.)
  - Macropharynx Rusby (15 spp.)